# Кладороби
 Тази статия е за селото в Леринско.  За селото в Костурско вижте Кондороби.  
Кладóроби (на гръцки: Κλαδορράχη, Кладорахи, до 1926 година Κλαδοράπη, Кладорапи) е село в Република Гърция, в дем Лерин (Флорина), област Западна Македония.

## География
Селото е разположено на 5 километра северно от демовия център Лерин (Флорина) на 2 километра южно от Долно Клещино (Като Клинес), в подножието на планината Пелистер, в северозападния край на Леринското поле близо до границата със Северна Македония. В селото е разположен Кладоробският манастир „Успение Богородично“.

## История

### В Османската империя
В XV век в Кладорум, Костурско са отбелязани поименно 49 глави на домакинства. В османските данъчни регистри от средата на XV век Кладороби е споменато с 25 семейства на Дико, Никола, Папа Димитри, Яно, Божик, Станойло, Дидое, Калоян, Стайко, Петру, Стаматос, Никола, Алекса, Никола, Васил, Яно, Кирко, Никола, Шишман, Дабижив, Стайо, Петру, Раде, Радо и Михо, и пет вдовици Рада, Велика, Рада, Добра и Ирина. Общият приход за империята от селото е 1711 акчета. В османски данъчни регистри на немюсюлманското население от вилаета Филорине от 1626 – 1627 година е отбелязано село Кладорова с 40 джизие ханета (домакинства).
Църквата „Свети Прокопий“, покровител на селото, е построена в 1874 година.
Според „Етнография на вилаетите Адрианопол, Монастир и Салоника“, издадена в Константинопол в 1878 година и отразяваща статистиката на населението от 1873 година в Кладоради (Kladoradi) има 80 домакинства с 200 жители българи. В началото на XX век Кладороби е чисто българско село в Леринска каза. Според статистиката на Васил Кънчов („Македония. Етнография и статистика“) в 1900 година в Клодороби има 340 жители българи християни.
На Етнографската карта на Битолския вилает на Картографския институт в София от 1901 година Кладораби е чисто българско село в Леринската каза на Битолския санджак с 48 къщи.
След Илинденското въстание в началото на 1904 година цялото село минава под върховенството на Българската екзархия. По данни на секретаря на екзархията Димитър Мишев („La Macédoine et sa Population Chrétienne“) в 1905 година в селото има 384 българи екзархисти.
В 1905 година селото пострадва от андартски нападения. През юли андартска чета, подсилена от местна гъркоманска милиция от Писодер, облечена в турски униформи нахлува през деня в Кладороби, събира мъжкото население на площада и открива огън, като убива 17 души. Леринският каймакамин заявява на другия ден на кмета на Кладороби: „Каквото дирехте, това намерихте“.

### В Гърция
През 1912 година през Балканската война Кладороби е окупирано от гръцки части и след Междусъюзническата война в 1913 година попада в Гърция.
В 1919 година е построена гробищната църква „Свети Георги“. В южната част на селото, към Кабасница е параклисът „Свети Атанасий“, а северно от селото са останките на старата църква „Свети Николай“. Останки от храмове има и в местността Бела църква и „Света Параскева“ в полето.
Боривое Милоевич пише в 1921 година („Южна Македония“), че Кладораб има 50 къщи славяни християни.
В 1926 година селото е прекръстено на Кладорахи.
В 1927 година в селото е изградена църквата „Света Троица“, осветена в същата година от митрополит Хрисостом Лерински.
След разгрома на Гърция от Нацистка Германия през април 1941 година в селото е установена българска общинска власт. В общинския съвет влизат Сотир Янков, Велян Мирев, Панайот Юандинов, Мирко Мирчев, Петре Мирчев, Васил Гочев, Димитри Маринов, Коста Калинов.
Селото не пострадва силно в Гражданската война. Намаляването на населението след войната се дължи на емиграция отвъд океана.
Според изследване от 1993 година селото е чисто „славофонско“, като „македонският език“ в него е запазен на средно ниво.
| Име    | Име      | Ново име                   | Ново име                    | Описание                                                      |
| ------ | -------- | -------------------------- | --------------------------- | ------------------------------------------------------------- |
| Чуката | Τσουκάτα | Ипсома Иполохагу Герондаку | Ύψωμα Ύπολοχαγού Γεροντάκου | връх в Баба на ЮЗ от Кладороби и на СЗ от Кабасница (922,2 m) |
| Извор  | Ίσβορ    | Пигиес                     | Πηγές                       | местност на ССИ от Кладороби и на ЮИ от Горно Клещино         |

Преброявания
- 1913 – 346 души
- 1920 – 361 души
- 1928 – 407 души
- 1940 – 530 души
- 1951 – 508 души
- 1961 – 290 души
- 1971 – 119 души
- 1981 – 107 души
- 2001 – 76 души
- 2011 – 93 души

## Личности
Родени в Кладороби
- Никола Димов, войвода на Кладоробската чета на ВМОРО в 1904 година[21]

Български общински съвет в Кладороби в 1941 година
- Сотир Янков
- Велян Мирев
- Панайот Юанидов
- Марко Мирчев
- Петре Мирчев
- Васил Гочев
- Димитри Маринов
- Коста Калинов
- Димитри Маринов
- Сотир Янков[16]